# Nidoqueen
Nidoqueen (japanski: ニドクイン Nidokuin) jedan je od 1025 fiktivnih vrsta Pokémona iz medijske franšize Pokémon, skupa Pokémon videoigara, animiranih serija, manga stripova, knjiga, igraćih karata i drugih medija kojima je tvorac Satoshi Tajiri. Svrha je Nidoqueen u videoigrama, animiranoj seriji i manga stripovima, kao i svrha ostalih Pokémona, borba s divljim Pokémonima – neukroćenim stvorenjima koje igrači i likovi pronalaze dok kreću na razne avanture – i pripitomljenim Pokémonima drugih Pokémon trenera.

## Etimologijaimena
Ime Nidoqueen vjerojatno se temelji na engleskoj riječi "needle" = bodlja, istovremeno se odnoseći na njenu Pokémon sposobnost. S druge strane, moglo bi se temeljiti na 二 ni, dva, ili pak 二度 nido, dvaput/dva stupnja, odnoseći se na slične karakteristike evolucijskih lanaca obaju spola Nidorana. Također je moguće da se temelji na riječi "cnidocyte", otrovne stanice koju sadržavaju životinje poput meduza. Riječ "queen" = kraljica, očito ukazuje na njen ženski spol.

## Pokédex podaci
- Pokémon Red i Blue: Njene čvrste ljuske pružaju joj izvanrednu zaštitu. Koristi se svojom pozamašnom građom kako bi izvela moćne tehnike.
- Pokémon Yellow: Čvrste ljuske prekrivaju tijelo ovog Pokémona. Smatra se kako ljuske izrastaju u ciklusima.
- Pokémon Gold: Njeno je tijelo prekriveno ljuskama nalik iglama. Nikada neće ustuknuti pred protivničkim napadom.
- Pokémon Silver: Koristi svoje pozamašno i grubo tijelo kako bi zatvorila ulaz u svoju jazbinu i zaštitila svoju mladunčad od grabežljivaca.
- Pokémon Crystal: Čvrste ljuske koje prekrivaju njeno snažno tijelo pružaju odličnu zaštitu od bilo kojeg napada.
- Pokémon Ruby/Sapphire: Tijelo ovog Pokémona obloženo je nevjerojatno čvrstim ljuskama. Sposobna je odaslati protivnike u zrak samo jednim udarcem. Njena snaga dostiže vrhunac kada brani svoju mladunčad.
- Pokémon Emerald: Tijelo ovog Pokémona obloženo je nevjerojatno čvrstim ljuskama. Sposobna je odaslati protivnike u zrak samo jednim udarcem. Njena snaga dostiže vrhunac kada brani svoju mladunčad.
- Pokémon FireRed: Njeno je tijelo prekriveno krutim, iglastim ljuskama. Ako je uzbuđena, igle iznenada izbijaju na površinu.
- Pokémon LeafGreen: Njene čvrste ljuske pružaju joj izvanrednu zaštitu. Koristi se svojom pozamašnom građom kako bi izvela moćne tehnike.
- Pokémon Diamond/Pearl/Platinum: Njeno je tijelo u potpunosti prekriveno čvrstim ljuskama. Zaštitit će svoju mladunčad pod svaku cijenu, čak ako ju bude stajalo života.

## U videoigrama
Nidoqueen je neprisutna u divljini unutar svih Pokémon videoigara. Jedini način dobivanja Nidoqueen jest razvijanje Nidorine putem Mjesečevog kamena. Nidorina se zauzvrat razvija iz Nidoran♀ na 16. razini.
Nidoqueen je jedinstvenog Otrovnog/Zemljanog tipa, te je jedini Pokémon (uz Nidokinga) kojeg krasi jedinstvena kombinacija ovih tipova.

## Tehnike
| Prirodne tehnike               | Prirodne tehnike | Prirodne tehnike |
| ------------------------------ | ---------------- | ---------------- |
| Tehnika                        | Vrsta tehnike    | Razina           |
| Grebanje (Scratch)             | Normalni         |                  |
| Zamah repom (Tail Whip)        | Normalni         |                  |
| Dvostruki udarac (Double Kick) | Borbeni          |                  |
| Otrovna bodlja (Poison Sting)  | Otrovni          |                  |
| Tresak tijelom (Body Slam)     | Normalni         | 23               |
| Moć zemlje (Earth Power)       | Zemljani         | 43               |
| Super moć (Superpower)         | Borbeni          | 58               |

## Statistike
| HP:      | 90 |  |
| Attack:  | 82 |  |
| Defense: | 87 |  |
| Special: | 75 |  |
| SpAtk:   | 75 |  |
| SpDef:   | 85 |  |
| Speed:   | 76 |  |

Statistika Special korištena je samo tijekom prve generacije; kasnije je podijeljenja na Special Attack i Special Defense statistike.

## U animiranoj seriji
Gary Oak posjeduje Nidoqueen. Prvi ju je puta koristio kako bi obranio laboratorija svoga djeda od Tima Raketa u epizodi A Tents Situation. Gary je kasnije koristio Nidoqueen u epizodi Can't Beat the Heat u Johto ligi. Garyeva Nidoqueen pobijedila je Ashovog Taurosa, no izgubila je protiv Ashovog Snorlaxa.
Vođa dvorane otoka Navel, Danny, posjeduje Nidoqueen. Prikazana je tijekom nadmetanja s Ashovim Laprasom pri pokušajima zamrzavanja vrućeg gejzira. Kasnije, ista je Nidoqueen pomogla Dannyjevom Machokeu i Scytheru da izdube Dannyjev kanu/saonice. 
Nidoqueen je bila jedna od Pokémona uhvaćenih i kloniranih od strane Mewtwoa u filmu Mewtwo Strikes Back.